# میثم مخملباف
میثم مخملباف (زاده ۸ مرداد ۱۳۶۰ در تهران)، عکاس، فیلم‌بردار، تدوین‌گر، مستندساز و  تهیه‌کننده فیلم اهل ایران است. او در خانواده ای سینماگر به دنیا آمد. وی برادر سمیرا و حنا مخملباف و فرزند محسن مخملباف، فاطمه مشکینی است.
میثم به مدت ۸ سال در مدرسه فیلم مخملباف سینما را آموخت. در سال ۲۰۰۰ فیلم مستند بلندی به نام سمیرا چگونه تخته سیاه را ساخت را ساخت.
میثم به عنوان عکاس، فیلمبردار، تدوینگر، مستندساز و تهیه‌کننده در فیلم‌های خانه فیلم مخملباف فعالیت داشته‌است. آخرین کار وی تهیه‌کنندگی فیلم بودا از شرم فرو ریخت به کارگردانی حنا مخملباف برنده خرس کریستال از برلین و برنده جایزه ویژه هیئت داوران از جشنواره سن سباستین و نامزد دریافت بهترین فیلم جوایز آسیا پاسفیک بوده‌است.

## زمینه‌های فعالیت

### کارگردانی
- سمیرا چگونه تخته سیاه را ساخت (۲۰۰۳)

### تدوین
- حوا (۱۳۸۷) ساخته مرضیه مشکینی
- فیلم مستند سمیرا چگونه تخته سیاه را ساخت ۱۳۷۹–۱۳۷۶

### عکاسی فیلم
- سیب (۱۳۷۶) ساخته سمیرا مخملباف
- سکوت (۱۳۸۳) ساخته محسن مخملباف (۱۳۷۷)
- تخته سیاه (۲۰۰۰) ساخته سمیرا مخملباف
- روزی که زن شدم (۱۳۸۷) ساخته مرضیه مشکینی
- ساعت پنج بعدازظهر (۲۰۰۳) ساخته سمیرا مخملباف
- سگهای ولگرد (۱۳۸۳) ساخته مرضیه مشکینی

### تهیه کنندگی
- سمیرا چگونه تخته سیاه (۲۰۰۳) ساخته خودش
- ساعت پنج بعدازظهر (۲۰۰۳) ساخته سمیرا مخملباف
- لذت دیوانگی (۱۳۸۶) ساخته حنا مخملباف
- ۱۱'۰۹"۰۱ ۱۱ سپتامبر (فیلم کوتاه) (۲۰۰۲، فیلم چندگانه) ساخته سمیرا مخملباف
- سگهای ولگرد (۱۳۸۳) ساخته مرضیه مشکینی
- بودا از شرم فرو ریخت (فیلم بلند، ۱۳۸۶) ساخته حنا مخملباف
- سمیرا و هنرپیشه‌های غیر حرفه ای (مستند-آموزشی ۱۳۸۷) ساخته حنا مخملباف
- مردی که با برف آمد (۱۳۸۳) ساخته مرضیه مشکینی و محسن مخملباف

### انتشار کتاب عکس
- انتشار کتاب عکس سکوت (۱۳۷۷)

### نمایشگاه عکس
- دانشگاه تهران، ایران ۱۳۷۷
- جشنواره پوسان، کره جنوبی ۱۳۷۹
- بلغارستان ۱۳۸۰

### تصویربرداری
- فیلم کوتاه روزی که خاله‌ام مریض بود ساخته حنا مخملباف (۱۳۷۵)
- فیلم مستند سمیرا چگونه تخته سیاه را ساخت ۱۳۷۹–۱۳۷۶